# Panchampla

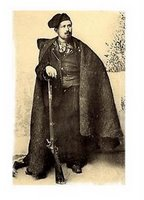
Panchampla

Joan Pujol Fontanet es el nombre de un célebre bandolero del sur de Cataluña. Nació en Alfara el 23 de abril de 1857 y murió el 16 de junio de 1883. Con el sobrenombre de "Panchampla" fue famoso y conocido por los pueblos de Alfara, Reguers así como por las montañas de Tortosa-Beceite e incluso por todas las tierras de España.
Fue sometido a un Consejo de Guerra y sentenciado a muerte por haber herido a un agente de la Guardia Civil en una de sus numerosas escaramuzas acontecidas en los Puertos de Tortosa-Beceite. Después de un crimen de taberna que probablemente no cometió, huyó hacia la montaña, donde se escondió y sobrevivió alrededor de tres años. Finalmente cruzó la frontera francesa y permaneció allí durante dos años como soldado carlista exiliado. Conoció a Victoriene y tuvo un hijo con ella. Fue arrestado en Carcasona por dos gendarmes y dos agentes de la Guardia Civil en una cafetería, el 7 de diciembre de 1882. Fue fusilado por una escuadra de soldados al lado de la puerta de Sant Antoni en la ciudad de Tarragona el 16 de junio de 1883 a las 8 de la mañana.